# Acantuerta thomensis
Acantuerta thomensis is een vlinder van de familie van de uilen (Noctuidae). De wetenschappelijke naam van deze soort is voor het eerst voorgesteld als Tuerta thomensis door Heinrich Ernst Karl Jordan in een publicatie uit 1904.
De soort komt voor op São Tomé.